# Endegagn
Endegagn (aussi écrit Endagagn ou Endiguagn ; amharique : እንደጋኝ) est un woreda du centre-sud de l'Éthiopie situé dans la zone Gurage. Endegagn a 49 171 habitants en 2007. Il fait partie de la région des nations, nationalités et peuples du Sud jusqu'au transfert de la zone Gurage dans la région Éthiopie du Centre en août 2023.
Extrémité sud de la zone Gurage, Endegagn est bordé  au sud-ouest par la zone Hadiya et au sud-est par la zone Silt'e.
Son centre administratif, Dinkela, pourrait aussi s'appeler Dinkula ou Indegany[réf. à confirmer].
|       | Enemorina Eaner | Geta          |
|       | Endegagn        |               |
| Misha |                 | Merab Azernet |

D'après le recensement national de 2007, Endegagn compte 49 171 habitants dont 1,6 % de citadins qui sont les 766 habitants de Dinkela. Plus de 75 % des habitants sont orthodoxes, 22 % sont musulmans et 3 % sont protestants.
En 2022, sa population est estimée à 65 024 personnes avec une densité de population de 430 personnes par km2 et 151 km2 de superficie,.